# Josep Balcells Auter
Josep Balcells Auter   (Barcelona, 26 de juliol de 1905 - Barcelona, 26 d'agost de 1987) fou un remer català que va competir durant la dècada de 1920.
Membre del Reial Club Marítim de Barcelona, el 1924 va prendre part en els Jocs Olímpics de París, on disputà la prova del quatre amb timoner del programa de rem. En ella quedà eliminat en sèries. El 1925 es proclamà campió d'Espanya en la modalitat de dos amb timoner.